# Cladiella devaneyi
Cladiella devaneyi is een zachte koraalsoort uit de familie Alcyoniidae. De koraalsoort komt uit het geslacht Cladiella. Cladiella devaneyi werd in 1977 voor het eerst wetenschappelijk beschreven door Verseveldt. 